# Philippe Durand
Pour les articles homonymes, voir Durand.
Philippe Durand est un critique de cinéma et réalisateur français, né à La Baule le 3 avril 1932 et mort à Trégunc le 14 septembre 2007. 

## Biographie
Collaborateur des revues Cinéma et Image et Son - La Revue du cinéma à partir de 1959, Philippe Durand - « qui fut dans les années 60 une figure du mouvement des ciné-clubs »- a écrit également pour CinémAction, Le Monde diplomatique, Le Peuple breton, La Saison cinématographique, Le Monde... 
Il a réalisé de nombreux courts métrages, à commencer par Secteur postal 89098, tourné en quatre week-ends avec une bande d'amis et  inspiré par son expérience de « rappelé » en 1956 lors de la guerre d'Algérie. Le film fut immédiatement interdit par la censure.
Après avoir passé un diplôme de spécialiste des techniques audiovisuelles à l'École normale supérieure de Saint-Cloud en 1960, il a enseigné dans les stages UFOLEIS, à l'Institut Lumière de Lyon et à l'école des Beaux-Arts de Quimper, l'ESAB.
Il est l'auteur et le réalisateur de plus de 50 films en 35mm et 16mm, dont des films de commande pour les ministères de l'Éducation nationale, des Affaires étrangères, pour la Ligue de l'enseignement et pour le centre régional de documentation pédagogique (CRDP). Sa femme, Chantal Durand, a été la monteuse de plusieurs de ses films ; leurs filles, Lucie et Sandra, respectivement musicienne et actrice, ont collaboré à certains d'entre eux. 
Il a aussi réalisé pour des magazines télévisés comme Connaître le cinéma, Un certain regard, Aujourd'hui madame, Saga, Breizh 0 veva... 
Fondateur de la structure Ciné Breizh, il est également l'auteur de plusieurs livres.
Ses poèmes ont été publiés en 2013 sous le titre A dos de vent dressé retrouve ton galop,.

## Filmographie partielle
- 1959 : Secteur postal 89098 (interdit par la censure)
- 1963 : L'Annonciation
- 1964 : Le Jour du Seigneur
- 1965 : Vacances pour tous
- 1967 : Les Chats
- 1968 : Les Caves de l'esprit
- 1969 : Les Noces d'Hirondelle
- 1969 : Le Village de Lilith
- 1972 : Langages et créativité
- 1976 : Le Pays blanc
- 1980 : Yezh ar vezh, la Langue de la honte
- 1983 : Soldat Fransez

## Publications
- L'Acteur et la caméra, Éditions techniques européennes, 1975
- Le livre d'or de la Bretagne
- Moteur ! Coupez !
- BreizhHiziv / Bretagne aujourd'hui
- Mort d'un indien, Parhélie, 1983
- Cinéma et montage : Un art de l’ellipse, Éditions du Cerf, 1993
- Participation aux ouvrages collectifs Cinéma et roman et Regards neufs sur le cinéma, Seuil, 1963